# Barués
Barués es una localidad española actualmente perteneciente al municipio de Sos del Rey Católico, en la provincia de Zaragoza. Pertenece a la comarca de las Cinco Villas, en la comunidad autónoma de Aragón.
- Datos: Q8243209